# Synagoga v Lochovicích
Bývalá synagoga stojí v obci Lochovice, cca 50 m jižně od obecního úřadu v ulici U luhu jako čp. 95 a 124.
Budova byla postavena v roce 1845 a kromě modlitebny měla také prostory sloužící k výuce. Roku 1904 byla zakoupena soukromými majiteli a přestavěna na dílny a byt, do současanosti je využívána jako obytný dům.
K pohřbům místní židovská komunita využívala hřbitovy v Běštíně, Litni a Praskolesích.

## Galerie

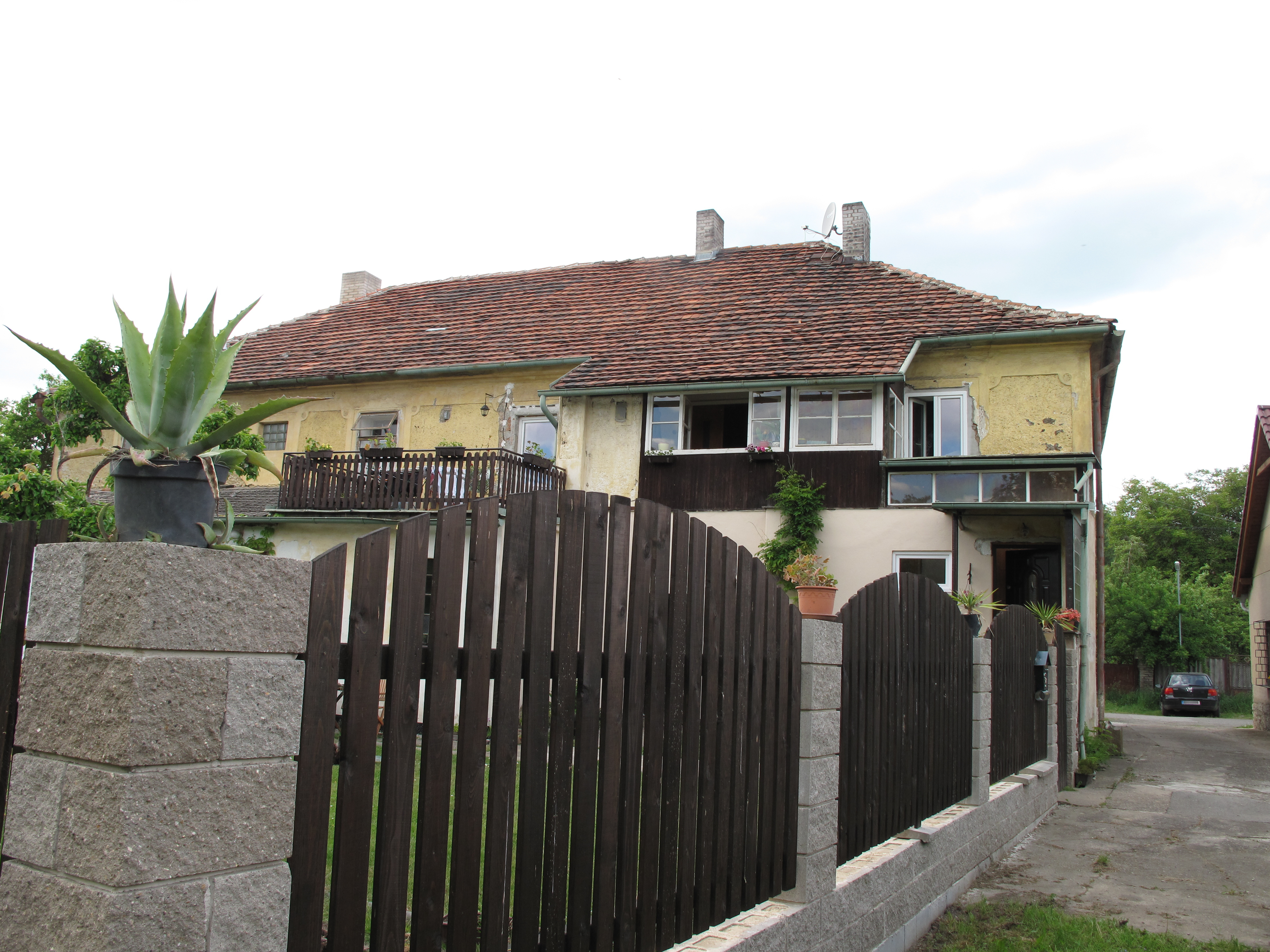
Dvorní část bývalé synagogy v Lochovicích